# مهران خاقانی
مهران خاقانی (به انگلیسی: Mehran Khaghani)استندآپ کمدین ایرانی-انگلیسی است.